# قروض طلابية

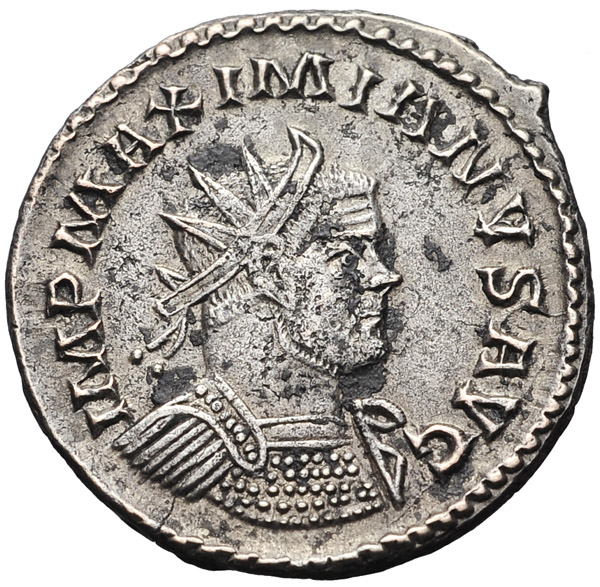

القروض الطلابية هي نوع من القروض المخصّصة لمساعدة الطلاب على دفع تكاليف التعليم ما بعد الثانوي والرسوم المرتبطة به، كالرسوم الدراسية والكتب واللوازم ونفقات المعيشة. قد تختلف عن الأنواع الأخرى من القروض في حقيقة أن معدل الفائدة قد يكون أقل بدرجة كبيرة ويمكن تأجيل الجدول الزمني للسداد أثناء دوام الطالب في الكلية. وتختلف أيضًا في العديد من البلدان في القوانين الصارمة التي تنظم إعادة التفاوض والإفلاس. هذا المقال يسلّط الضوء على الاختلافات في نظام القروض الطلابية في العديد من البلدان الكبرى.

## أستراليا
عادة ما تُموَّل أماكن طلاب التعليم العالي في أستراليا من خلال خطة HECS-HELP. يتمثّل هذا التمويل في شكل قروض ليست ديونًا عادية. تُسدّد هذه القروض بمرور الوقت من خلال ضريبة إضافية، وذلك باستخدام مقياس متدرّج يعتمد على الدخل الخاضع للضريبة. ونتيجة لذلك، تُسدّد القروض فقط عندما يكون لدى الطالب السابق دخل لتوفير دفعات السداد. تتاح الخصومات عند السداد المبكر. يُتاح البرنامج للمواطنين وحاملي التأشيرات الإنسانية الدائمة. وتتوفّر أيضًا المنح الدراسية المُختبرة الموارد لتغطية نفقات المعيشة. المساعدة الخاصة متاحة للطلاب من السكان الأصليين.
كان هناك انتقادات بأن مخطط HECS-HELP يدفع الناس على مغادرة البلاد بعد التخرج، لأن أولئك الذين لا يقدّمون أي إقرارات ضريبية أسترالية لا يسدّدون أية قروض.

## كندا
تسمح مقاطعة كولومبيا البريطانية لمؤسسة التأمين في كولومبيا البريطانية بحجب إصدار أو تجديد رخصة القيادة لأولئك المتأخرين عن سداد القروض الطلابية المتأخرة أو مدفوعات إعالة الطفل أو غرامات المحكمة غير المدفوعة. يحتاج الطلاب إلى تلبية المؤهل مع التكاليف التعليمية المباشرة للفرد ونفقات المعيشة لنيل الشهادة للحصول على قرض وهذه السياسة تخضع لسيطرة الحكومة المباشرة.

## نيوزلندا
تقدّم نيوزيلندا القروض والبدلات لطلاب التعليم العالي الذين يستوفون معايير التمويل. يمكن للطلاب بدوام كامل المطالبة بالقروض لسداد كل من الرسوم وتكاليف المعيشة، في حين يمكن للطلاب بدوام جزئي المطالبة فقط برسوم مؤسسة التدريب. عندما يكون المقترض مقيمًا في نيوزيلندا، لا تُفرض عليه أية فوائد. تُسدّد القروض عندما يبدأ المقترض العمل ويكون دخله أعلى من الحد الأدنى، وبمجرد حدوث ذلك، سيخصم أصحاب العمل سداد القروض الطلابية من الراتب بمعدل ثابت 12 سنتًا بسعر الدولار وتجمعها السلطة الضريبية في نيوزيلندا.

## تايلاند
يعد القطاع العام أحد أهم الأقسام في نظام التعليم العالي في تايلاند. بالإضافة إلى ذلك، تتلقى العديد من المؤسسات التعليمية العامة أرباحًا من الرسوم الدراسية للطلاب والحكومات. على وجه التحديد، هناك ستة أقسام مختلفة في تنظيم القطاع العام: الكليات ذات التسجيل المحدود والجامعات التي تفتح أبوابها أمام العامة والجامعات التي تتمتع بالحكم الذاتي القومي وكليات رجبهات وجامعات التكنولوجيا في أجامانغالا وكليات الفنون التطبيقية.

## الهند
يُظهر المواطنون في الهند أن مخطط منح قرض الأمة الهندية الذي بدأ العمل به عام 1963 سيؤدي إلى التبديد الإضافي للإنفاق بسبب ‹‹الحدّ››، مما يعني أن الأشخاص الذين يحتاجون حقًا إلى الاقتراض هم وحدهم الذين تنطبق عليهم شروط قرض الطالب للتعليم المستقبلي. ولهذا السبب، سيكون معظم الطلاب الهنود أكثر حرصًا في اختيار وظائفهم من أجل سداد الرصيد المستحق.
أطلقت الحكومة الهندية موقعًا إلكترونيًا، vidyalakshmi، للطلاب الذين يسعون للحصول على قروٍض تعليمية، وقد عمِلت خمسة بنوك من بينها مصرف الدولة في الهند (SBI) ومصرف التنمية الصناعية الهندي (IDBI) وبنك الهند بدمج نظامهم مع بوابة الموقع. أُطلِق فيديا لاكشامي (Vidya Lakshmi) بمناسبة يوم الاستقلال، أي في 15 أغسطس 2015، لصالح الطلاب الذين يسعون للحصول على قروض تعليمية. طُوِّر فيديا لاكشامي تحت إطار ثلاث دوائر في الهند، أي قسم الخدمات المالية، وإدارة التعليم العالي، ورابطة البنوك الهندية (IBA).
من أجل تضييق قيود الرسوم المؤسسية المتزايدة، أطلقت NSDL-e-Governance في الهند بوابة Vidyasaarathi لمساعدة الطلاب الباحثين عن المنح الدراسية للدراسات في الهند أو في الخارج.

## كوريا الجنوبية
تدير مؤسسة المعونة الطلابية الكورية (KOSAF) القروض الطلابية لكوريا الجنوبية، وقد تأسّست في مايو 2009. وفقًا للفلسفة الحكومية المتمثلة في أن مستقبل كوريا يعتمد على تنمية المواهب ويجب ألا يترك أي طالب دراسته لأسباب مالية، ولذلك تساعد الحكومة الطلاب على النمو ليصبحوا أصحاب مواهب ومهارات تخدم الأمة والمجتمع بصفتهم أفرادًا في المجتمع الكوري. عادًة ما يرتبط المعدل الافتراضي للاسترداد بالشخصيات الأكاديمية لكل طالب في كوريا الجنوبية. على سبيل المثال، بالمقارنة مع الاختصاصات الأخرى، من المفترض أن يمتلك طلاب الفنون الجميلة والفيزياء معدلات أعلى من التخلّف عن الدفع. لذلك، يميل معدل بطالة الطلاب في هذه التخصصات إلى الارتفاع وزيادة في خطر التخلف عن السداد. كذلك، سيميل الشعب إلى الحصول على رأس مال بشري منخفض النوعية إذا كانت فترة البطالة طويلة جدًا.

## المملكة المتّحدة
تقدّم شركة القروض الطلابية التي تملكها للدولة قروض الطلاب في المملكة المتحدة بصورة رئيسية. تبدأ الفائدة في التراكم على كل دفعة من القروض حالما يحصل الطالب عليها، ولكن لا يُلزم بسدادها حتى بداية السنة الضريبية التالية بعد أن يكمل الطالب (أو يتخلى) عن تعليمه.
منذ عام 1998، جمعت هيئة صاحبة الجلالة للإيرادات والجمارك (HMRC) المدفوعات من خلال النظام الضريبي، وتُحتسب بناءً على مستوى الدخل الحالي للمقترض. إذا كان دخل المقترض أقل من عتبة معينة (15000 جنيه إسترليني لكل سنة ضريبية 2011/2012، 21000 جنيه إسترليني لكل سنة ضريبية 2012/2013)، لا يكون المقترض ملزمًا بسداد القروض، على الرغم من استمرار الفائدة في التراكم.
تُلغى القروض إذا مات المقترض أو أصبح غير قادر على العمل بصفة دائمة. قد يُلغى القرض أيضًا بعد فترة زمنية محددة عادة بعد 30 عامًا، أو عندما يصل المقترض إلى عمر معيّن اعتمادًا على تاريخ اقتراض القرض وأي جزء من المملكة المتحدة ينتمي إليه المقترض.
لم تُجمع القروض الطلابية التي سُحِبت بين عامي 1990 و1998، في المرحلة التمهيدية من تطبيق حكومة المملكة المتحدة التدريجي لقروض الطلاب، من خلال النظام الضريبي في السنوات التالية. كان العبء (وما زال) على صاحب القرض لإثبات أن دخله يقل عن الحد الأدنى المحسوب سنوياً الذي حددته الحكومة إذا كانوا يرغبون في تأجيل سداد القرض. باعت إدارة الأعمال والابتكار والمهارات حافظة من القروض الطلابية المبكرة من التسعينيات في عام 2013. أُسِست إروديو (Erudio)، وهي شركة تدعمها كارفال (CarVal) مالياً وآرو غلوبال (Arrow Global)، لمعالجة طلبات التأجيل وإدارة الحسابات، في أعقاب عرضها الناجح لشراء حافظة القروض في عام 2013.
هناك شكاوى من أن الخريجين الذين سدّدوا قروضهم بالكامل لا يزالون يتعرّضون لخصم 300 جنيه إسترليني شهريًا من حساباتهم ولا يمكنهم إيقاف ذلك.